# Thérouldeville
Thérouldeville é uma comuna francesa na região administrativa da Normandia, no departamento de Sena Marítimo. Estende-se por uma área de 4,6 km². Em 2010 a comuna tinha 667 habitantes (densidade: 145 hab./km²).